# Немолодишев Василь Арсенович
Немолодишев Василь Арсенійович (13 жовтня 1853 — 26 березня 1912, Київ, Російська імперія) — математик, інженер-механік, педагог.

## Освіта
Закінчив Імператорське московське вище технічне училище.

## Діяльність
До 1879 року служив у Москві.
З 1894 — викладач Тамбовського, а з 1900 — Тульського технічного залізничного училища.
З 1887 по 1906 рік — інспектор студентів Харківського технологічного інституту (ХТІ), з 1904 року — професор ХТІ з прикладної механіки. Читав курси лекцій з будівельної механіки, нарисної геометрії, графічної статики.
З 1905 року — секретар Навчального комітету інституту.
З 1907 року — директор Полтавського реального училища.
З 1908 до 1909 — директор Київської першої гімназії.
Дійсний статський радник.

## Нагороди
За відмінну та старанну службу нагороджений орденом св. Станіслава 3-го ступеня (1885); 2-го ступеня (1893).

## Сім'я
Брат: Степан Арсенійович — український педагог
Брат: Микита Арсенійович — земський лікар

## У спогадах
За спогадами учнів і студентів, був людиною досить похмурою, з ведмежою поставою — широкоплечий, кривоногий. Михайло Булгаков його назвав «Вовкодав», і це прізвисько за ним і лишилося.

## Праці
- «Руководство начертательной геометрии, составленное по программе реальных училищ» — (Москва, 1881);
- «Нарисна геометрія» (Харків, 1904);
- «Дані для проектування залізничних мостів та необхідні конструктивні дані» (Харків, 1905);
- «Теорія тіней та основи перспективи» (Харків, 1905);
- «Вживані в техніці криві та способи їх креслення» (Харків, 1905);
- «Графічна статика» (Харків, 1905);
- «Будівельна механіка» (Харків, 1905).